# Shaqīq al-Balkhī
Ne pas confondre avec Abû al-Qâsim Al-Ka'bī al-Balkhi, théologien mutazilite mort en 931
Ne pas confondre avec Abu Zayd al-Balkhī, géographe et mathématicien mort en 934